# Brenskea chudeaui
Brenskea chudeaui är en skalbaggsart som beskrevs av Edmund Reitter 1909. Brenskea chudeaui ingår i släktet Brenskea och familjen Hybosoridae. Inga underarter finns listade.